# Marek Szwarc (artysta)
Marek Szwarc (ur. 9 maja 1892 w Zgierzu, zm. 28 grudnia 1958 w Paryżu) – żydowski malarz i rzeźbiarz. W latach 1919–1921 członek grupy „Jung Idysz”.
W latach 1911–1914 studiował na paryskiej École des beaux-arts. Mieszkał w „La Ruche” – skupisku artystycznym, gdzie poznał m.in. Chagalla, Soutine’a, Kislinga, Pascina i innych artystów. Rzeźbił wówczas głównie w glinie i w 1913 wystawił na Salonie Jesiennym swoją pierwszą dużą rzeźbę – Ewę.
W 1914 wrócił do Polski, gdzie pozostał przez całą I wojnę światową. Prace jego oddaliły się od impresjonizmu na rzecz stylu określanego później mianem École de Paris. W jego pracach prym wiodły motywy biblijne, w tym z Nowego Testamentu, gdyż w 1919 przeszedł na katolicyzm. Wydarzenie to było utrzymywane w tajemnicy przez ponad dziesięć lat, jednak nadal uważał się za „Żyda wyznania katolickiego”. W 1920 powrócił do Paryża, tam zaprzyjaźnił się z francuskim filozofem Jacques'em Maritainem.
Po wybuchu II wojny światowej w 1939 zaciągnął się na ochotnika do polskiej armii, formowanej we Francji po napaści Niemiec na Polskę. Po wojnie poświęcił się rzeźbie w drewnie i kamieniu oraz odlewach w brązie.
Większe wystawy miały miejsce w latach 20. i 30. w Paryżu, w Niemczech, Szwecji, Polsce (m.in. w Łodzi w 1927), Szwajcarii, Stanach Zjednoczonych, Belgii, Austrii. Dzisiaj jego prace są rozrzucone po muzeach i prywatnych kolekcjach w Europie, Ameryce i Izraelu.
Córką Marka i Giny Szwarc była francuska pisarka Tereska Torrès. Materiały z archiwum osobistego, listy i artykuły Szwarców znajdują się w zbiorach Muzeum Historii Żydów Polskich Polin.